# Bistrica pri Tržiču
Bistrica pri Tržiču je naselje u slovenskoj Općini Tržiču. Bistrica pri Tržiču se nalazi u pokrajini Gorenjskoj i statističkoj regiji Gorenjskoj.

## Stanovništvo
Prema popisu stanovništva iz 2002. godine naselje je imalo 3,187 stanovnika.